# Bosc Cambalache

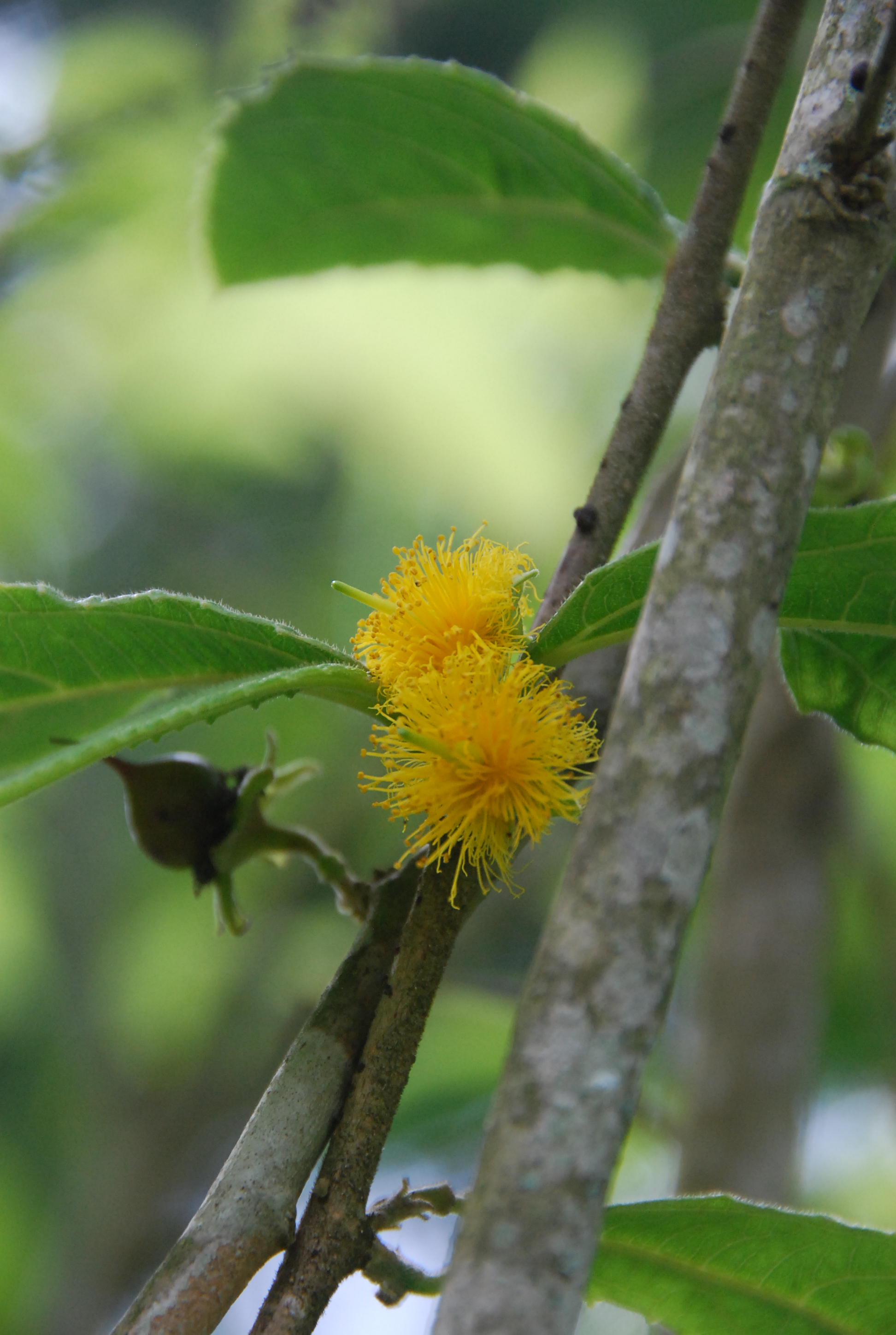
Flors i fruits de Banara vanderbiltii

El Bosc Cambalache és una reserva forestal a l'illa de Puerto Rico repartit entre els municipis d'Arecibo i Barceloneta.
El bosc es va conèixer com a «Bosc Experimental de Cambalache» i va estar dedicat a la dasonomia experimental i va funcionar com a centre d'ensenyament silvícola. Va ser establert en 1943 mitjançant un acord entre el Servei Forestal dels Estats Units i l'Autoritat de Terres de Puerto Rico, propietària legal dels terrenys, per a la implantació i desenvolupament d'un programa de recerca silvícola en terrenys calcaris.
El Bosc estatal de Cambalache és gestionat pel Departament de Recursos Naturals i Ambientals de l'Estat lliure associat de Puerto Rico. Protegeix escarpats pujols de pedra calcària coneguts com a mogotes, que estan coberts de boscos humits. L'elevació varia entre 5 i 50 metres sobre el nivell del mar. La precipitació mitjana és 1.479,8 mm per any, amb una temperatura que varia des de 23,3 fins a 27 °C. Els mogotes estan orientats de nord-est a sud-est i els seus vessants nord i sud-oest són humits però amb cims xérics.